# 센테시

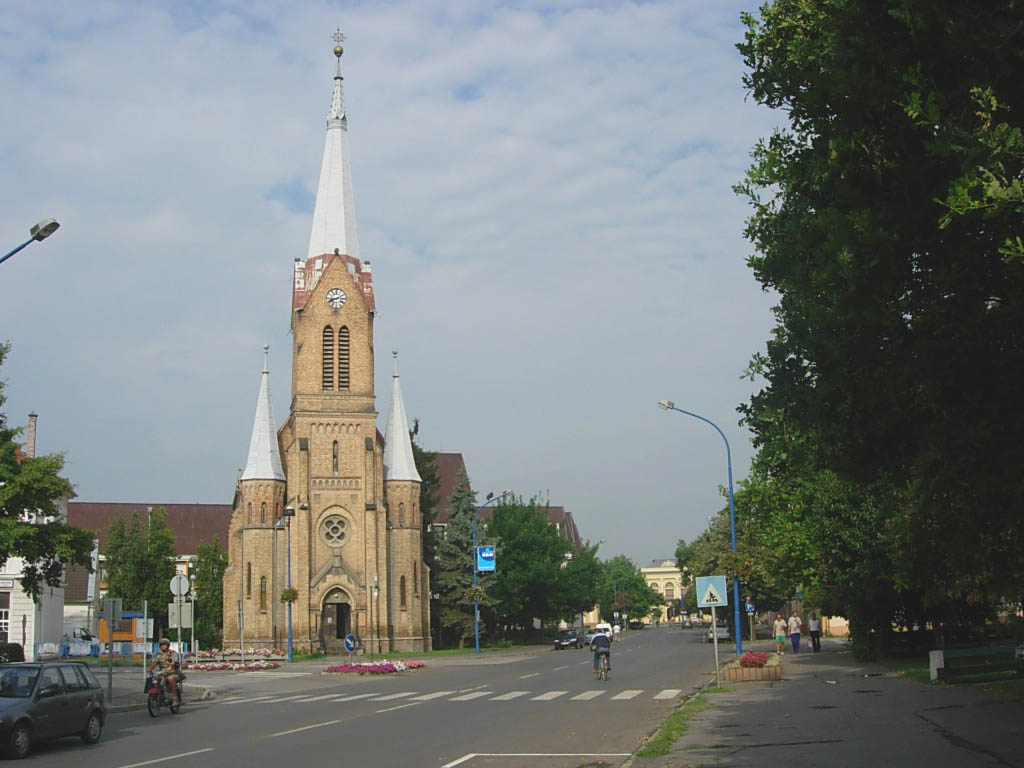
센테시 루터교 교회

센테시(헝가리어: Szentes)는 헝가리 촌그라드처나드주의 도시로 면적은 353.25km2, 인구는 29,117명(2009년 기준), 인구 밀도는 83명/km2이다.

## 자매 도시
- 세르비아 바치카토폴라
- 스페인 부뇰
- 핀란드 카리나
- 폴란드 스키에르니에비체